# Marestaing
Marestaing település Franciaországban, Gers megyében. Lakosainak száma 349 fő (2022. január 1.). Marestaing Clermont-Savès, Auradé, Castillon-Savès, Endoufielle, Frégouville, L’Isle-Jourdain és Monferran-Savès községekkel határos.

## Népesség
A település népességének változása:
| Lakosok száma | 137  | 141  | 155  | 183  | 274  | 300  | 319  | 330  | 332  | 349  |
|               | 1968 | 1982 | 1990 | 2006 | 2013 | 2015 | 2017 | 2019 | 2020 | 2022 |